# Grand-duc africain
Bubo africanus
Espèce
Statut de conservation UICN

 LC  : Préoccupation mineure
Statut CITES
Le Grand-duc africain (Bubo africanus) est une espèce de rapaces nocturnes de la famille des Strigidae.

## Description
C'est un hibou de taille moyenne, l'un des plus petits grands-ducs. Sa longueur est de quarante-cinq cm et son poids varie de 480 à 850g. Il a une envergure de 100 - 140 cm. Le disque facial va du blanc cassé à l'ocre pâle et les yeux sont de couleur jaune. Il a des touffes sur les oreilles et le haut du corps est brun sombre, les parties inférieures blanc cassé avec des lignes brunes.

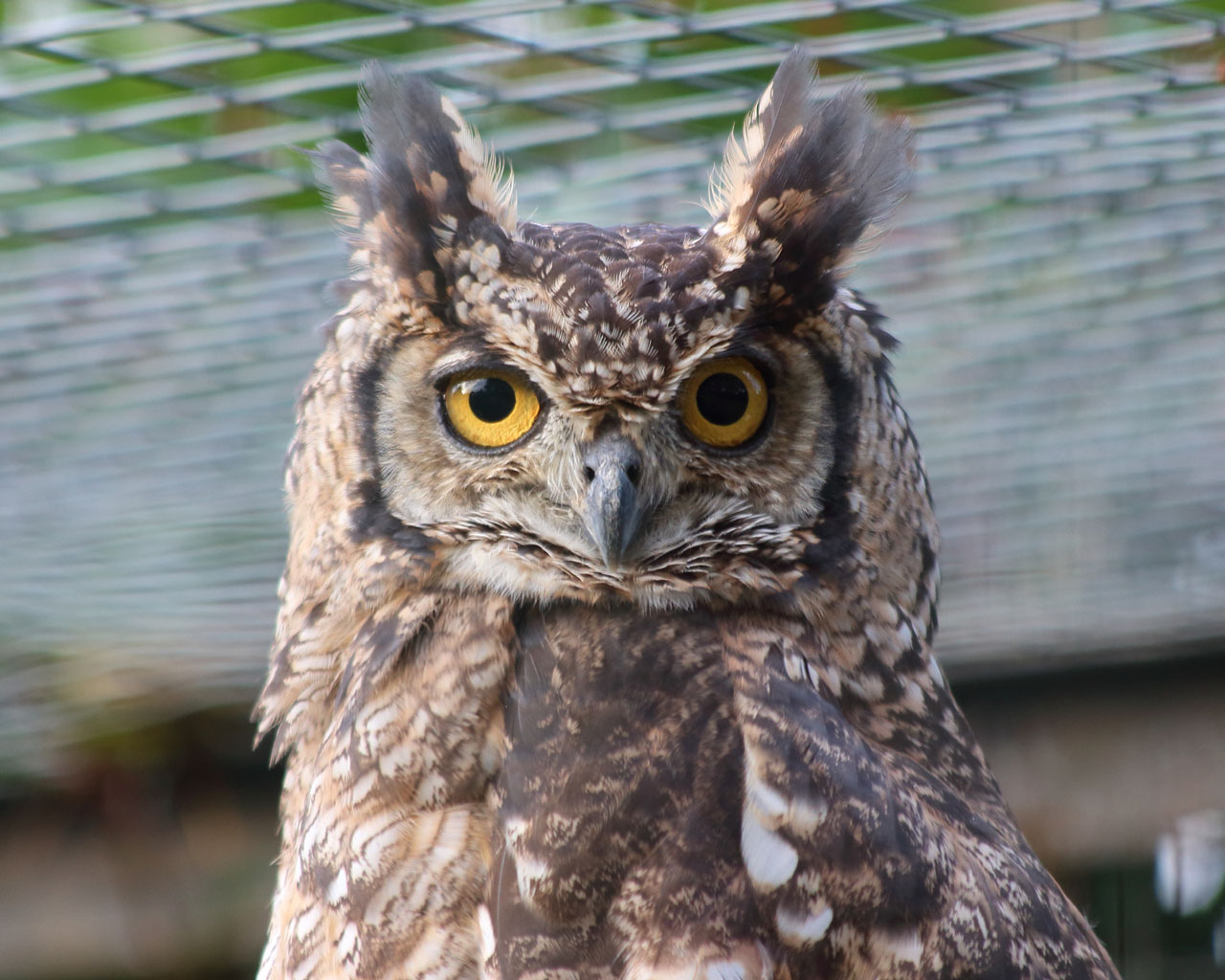
Hibou grand-duc africain au Domaine des Fauves, Les Abrets (France)

## Alimentation
Il se nourrit de petits mammifères, d'oiseaux, d'insectes et de reptiles.

## Habitat
Il habite la plupart de l'Afrique au sud du désert du Sahara mais loin de forêts denses. C'est un  chasseur nocturne, passant ses journées caché dans les arbres, les roches ou les terriers abandonnés. Il ne craint pas les zones peuplées. Il chasse souvent près des routes et est souvent heurté par des véhicules. Sa principale cause de décès est les pesticides utilisés en agriculture contre les insectes et les rongeurs.

## Reproduction
Les couples restent stables pour la vie. Ils sont capables de se reproduire autour de l'âge de un an. Ils font leur nid sur le sol et peuvent nicher sur les corniches de bâtiments. La période de reproduction commence en juillet et dure jusqu'aux premières semaines de février. La femelle pond de deux à quatre œufs qu'elle couve seule, quittant le nid seulement pour manger ce que le mâle lui a apporté. La période d'incubation dure environ 32 jours. Les jeunes peuvent voler à environ sept semaines. Cinq semaines plus tard, les jeunes quittent le nid. Ils ont une espérance de vie pouvant aller jusqu'à dix ans dans la nature et jusqu'à vingt ans en captivité.

## Sous-espèces
Le 20 janvier 2021, lors de la mise à jour 11.1 de sa classification de référence, l'Union internationale des ornithologues a décidé que le Grand-duc d'Oman (Bubo milesi) n'était plus une sous-espèce du Grand-duc africain mais une espèce à part entière. Le Grand-duc est donc monotypique.

## Galerie

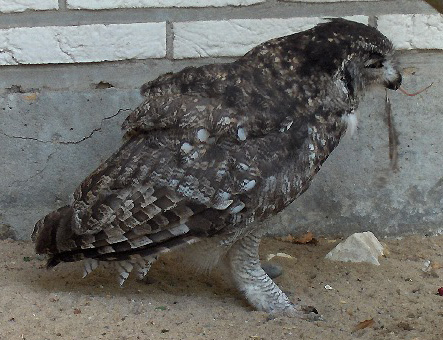
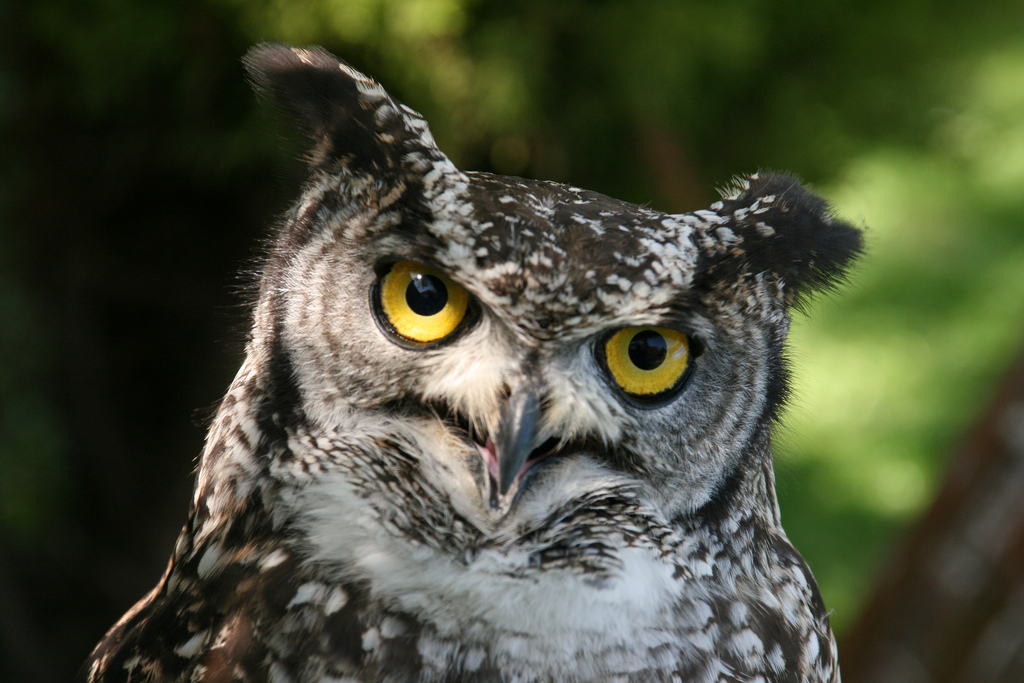
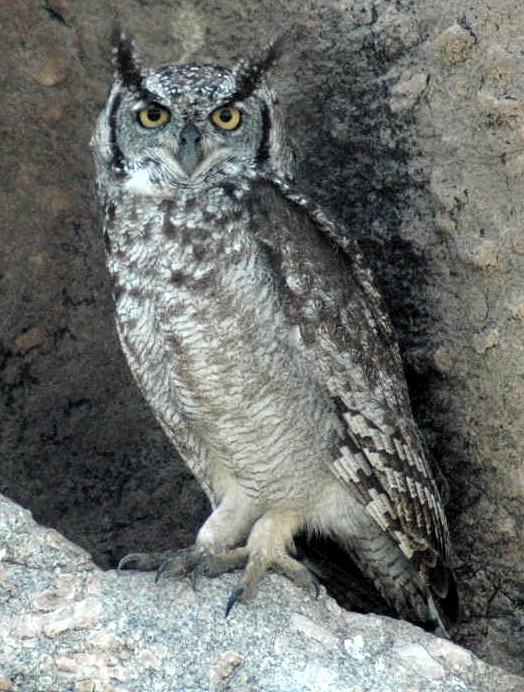